# Jombang (Jombang, Jember)
Jombang is een bestuurslaag in het regentschap Jember van de provincie Oost-Java, Indonesië. Jombang telt 12.336 inwoners (volkstelling 2010).